# يوليوس هنتر
يوليوس هنتر (بالإنجليزية: Julius Hunter)‏ هو صحفي أمريكي، ولد في 13 أكتوبر 1943.